# Aéroport de Pondichéry
L'aéroport de Pondichéry (code IATA : PNY • code OACI : VOPC) est un aéroport situé à Lawspet, près de Pondichéry, dans le territoire de l'Union du même nom au sud-est de l'Inde. Il est situé à 8.1 km de la communauté internationale d'Auroville. L'aéroport est essentiellement utilisé par des vols charter et des opérations locales de l'école de pilotage, bien qu'une desserte aérienne commerciale y est existante. En 2007, le Gouvernement de Pondichéry a décidé d'étendre l'aéroport pour accueillir de plus gros avions et a commandé une nouvelle aérogare. Le nouveau terminal a été inauguré le 18 janvier 2013 avec l'arrivée d'un vol SpiceJet depuis Bangalore.

## Histoire
L'aéroport a été construit en 1989. Entre cette année et 1991, la compagnie aérienne régionale Vayudoot (en) assurait des vols vers Chennai, Neyveli et Bangalore, cependant, faute de rentabilité, ils ont tous été abandonnés. L'aéroport est resté à l'abandon pour les deux décennies suivantes.
En juin 2007, un mémorandum d'entente a été signé entre le gouvernement local et l'Autorité aéroportuaire de l'Inde (AAI) pour l'agrandissement de l'aéroport. Pour la première phase, 19.92 d'hectares de terres ont été acquises à  18.95 crore (189 500 000 roupies indienne). Ensuite, le nouveau terminal a été construit et la piste prolongée de 260 m, permettant l'atterrissage d'ATR. Cette phase a été achevée à la fin de 2012. La deuxième phase d'expansion suppose l'acquisition de plus de 200 acres de terre pour étendre la piste par un supplément de 1 100 m (3,609 ft), permettant aux plus grands avions d'atterrir à l'aéroport. Cette phase nécessitera des arrangements avec l'État voisin du Tamil Nadu, sur lequel l'extension de l'aéroport devrait empiéter.
Le 17 janvier 2013, SpiceJet a commencé le premier vol post-modernisation vers l'aéroport de Bangalore. Cependant, seulement un an plus tard, le service a été annulé en raison de mauvais remplissages.
Le 14 avril 2015, Alliance Air a ramené l'aéroport en fonctionnement avec de nouveaux vols vers Bangalore, subventionnées par le Gouvernement de Pondichéry. Les vols ont été suspendus six mois plus tard, en raison de "problèmes de paiement", puis définitivement arrêtés.
Le 16 août 2017, après deux ans d'inactivité, il est à nouveau desservi par des vols directs quotidiens vers Hyderabad avec SpiceJet, qui bénéficient du programme gouvernemental UDAN (en) en faveur des aéroports régionaux. En 2018, la compagnie étend sa desserte à destination de Bangalore. En 2022, elle prévoyait de nouveaux vols à destination de Cochin et de Tirupati, qui ne seront pas mis en place. Le 31 mars 2024, SpiceJet effectue sa dernière rotation Bangalore-Pondichéry-Hyderabad, et se désengage de ses activités aéroportuaires à Pondichéry, citant des raisons administratives et pratiques.
À partir du 20 décembre 2024, IndiGo reprend les vols quotidiens vers Bangalore et Hyderabad.

## Structure
L'aéroport a une piste asphaltée, orienté 07/25, 1500 m de long et 30 m de large. Il a un tablier de 100*150 m et son nouveau terminal peut traiter 300 passagers aux heures de pointe. Les aides à la navigation à Pondichéry comprennent un phare d'Aérodrome. Actuellement, les terres sont acquises afin de prolonger la piste, et d'accueillir de plus gros avions à l'augmentation des services de vol et d'ouvrir l'aéroport pour les vols internationaux.

## Compagnies aériennes et destinations
| Compagnies | Destinations                              | Refs.  |
| ---------- | ----------------------------------------- | ------ |
| IndiGo     | Bangalore-Kempegowda, Hyderabad-R. Gandhi | [ 13 ] |

Édité le 03/12/2024

## Statistiques
Pour des raisons techniques, il est temporairement impossible d'afficher le graphique qui aurait dû être présenté ici.

Voir la requête brute et les sources sur Wikidata.